# Paranurini
Tribu
Les Paranurini sont une tribu de collemboles de la famille des Neanuridae.

## Liste des genres
Selon Checklist of the Collembola of the World (version du 4 novembre 2019) :
- Oregonanura Smolis, 2008
- Paranura Axelson, 1902

## Publication originale
- Cassagnau, 1989 : Les Collemboles Neanurinae; elements pour une synthèse phylogénétique et biogéographique. 3rd International Seminar on Apterygota, Siena, p. 171–182.